# Me Too, Flower!
Pour les articles homonymes, voir Me too.
Me Too, Flower! (coréen : 나도 꽃 – Na-do, Kkot!), est une série télévisée sud-coréenne en 15 épisodes diffusée du 9 novembre 2011 au 28 décembre 2011 sur le réseau MBC en Corée du Sud.

## Distribution
- Lee Ji-ah : Cha Bong-sun
- Yoon Shi-yoon : Seo Jae-hee
- Han Go-eun : Park Hwa-young
- Seo Hyo-rim Kim Dal
- Jo Min-ki : Park Tae-hwa
- Lee Gi-kwang : Jo Ma-roo et Pink Chicken
- Lee Byung-joon : Chef d'équipe Kim
- Im Ha-ryong : Bae Sang-eok
- Jung Man-sik : Kim Do-Kyun
- Baek Seung-hee : Lee Young-hee
- Kim Ji-sook : Kim Do-mi
- Gi Ju-bong : Chef
- Kim Ik : Sergent Kang
- Kim Jong-pil : Sergent Ko
- Hong Hyun-taek : Han Ah-in
- Son Il-kwon : Directeur Lee
- Jung Soo-young : Femme ivre (caméo)
- Ma Dong-seok : détective (caméo)
- Park Ki-woong : Ex-petit ami (camée) de Bong-sun
- Heo Ga-yoon : Elève du secondaire (caméo)

## Diffusion internationale
- MBC (2011)
- KNTV / TBS (2012)

## Production

### Tournage
Kim Jae-won a été choisi pour incarner le rôle de Seo Jae-hee mais il se blesse lors du premier tournage le 4 octobre 2011. Le cyclomoteur qu'il conduisait a mal fonctionné et a accidentellement accéléré. Cet accident lui a causé une luxation de l'épaule, fracture de l'os et plusieurs ligaments et cartilages déchirés. Il a finalement été remplacé par Yoon Shi-yoon,,.